# Спасибо, аист!
«Спасибо, аист!» — советский рисованный мультфильм для взрослых, который создал режиссёр Анатолий Солин на студии «Союзмультфильм» в 1978 году.

## Сюжет
Демографическая проблема. Для взрослых.
Аист летел над городом и нёс в клюве младенца. Аист приносил ребёнка разным семьям, но в каждой была своя причина не заводить детей.

## Создатели
| автор сценария             | Александр Курляндский                                                                              |
| режиссёр                   | Анатолий Солин                                                                                     |
| художник-постановщик       | Инна Пшеничная                                                                                     |
| композитор                 | Шандор Каллош                                                                                      |
| оператор                   | Борис Котов                                                                                        |
| звукооператор              | С. Абельдяев                                                                                       |
| художники-мультипликаторы: | Владимир Шевченко, Николай Федоров, Иосиф Куроян, Александр Панов, Ольга Орлова, Елена Малашенкова |
| ассистенты:                | - режиссёра — Зинаида Плеханова - оператора — Майя Попова                                          |
| художники:                 | Ирина Светлица, Геннадий Морозов, Ольга Боголюбова                                                 |
| монтажёр                   | Ольга Василенко                                                                                    |
| редактор                   | Елена Никиткина                                                                                    |
| директор картины           | К. Антонов                                                                                         |

## Фестивали и награды
- 1979 — Диплом на МКФ в Милане (Италия).[1]